# Distrito de Uecker-Randow
El Distrito de Uecker-Randow (en alemán: Landkreis Uecker-Randow) era un Landkreis (distrito) ubicado al sudeste del estado federal de Mecklemburgo-Pomerania Occidental (Alemania). Los distritos vecinos al sur del estado de Brandeburgo eran el distrito de Uckermark, al oeste el distrito de Mecklemburgo-Strelitz y al noroeste el distrito de Pomerania Oriental. Al norte tiene una porción de costa en el Stettiner Haff y al este la república de Polonia. 

## Geografía
El distrito de Uecker-Randow debe su nombre a los dos ríos que lo cruzan: el Uecker y el Randow. Al norte limita con la costa en el Stettiner Haff y un lago Neuwarper See en la frontera con Polonia.

## Composición del distrito
(Habitantes a 30 de junio de 2006)
Municipios/ciudades
1. Pasewalk, Stadt * (11 959)
2. Strasburg (Uckermark), Stadt (6034)
3. Ueckermünde, Stadt (10 419)

Unión de Municipios/Ciudades (Amt)
Posición de la administración *
| - 1. Amt Am Stettiner Haff 1. Ahlbeck (755) 2. Altwarp (590) 3. Eggesin, Stadt (.531) 4. Grambin (471) 5. Hintersee (351) 6. Leopoldshagen (796) 7. Liepgarten (866) 8. übs (427) 9. Luckow (687) 10. Meiersberg (475) 11. Mönkebude (813) 12. Torgelow-Holländerei (456) 13. Vogelsang-Warsin (414) | - 2. Amt Löcknitz-Penkun 1. Bergholz (411) 2. Blankensee (594) 3. Boock (628) 4. Glasow (184) 5. Grambow (1043) 6. Krackow (772) 7. Löcknitz (2927) 8. Nadrensee (344) 9. Penkun, Stadt (2099) 10. Plöwen (294) 11. Ramin (698) 12. Rossow (514) 13. Rothenklempenow (728) - 3. Amt Torgelow-Ferdinandshof 1. Altwigshagen (395) 2. Ferdinandshof (3.068) 3. Hammer a.d. Uecker (542) 4. Heinrichsruh (287) 5. Heinrichswalde (520) 6. Rothemühl (329) 7. Torgelow, ciudad * (10 032) 8. Wilhelmsburg (937) | - 4. Amt Uecker-Randow-Tal [Sitz: Pasewalk] 1. Blumenhagen (372) 2. Brietzig (211) 3. Damerow (153) 4. Fahrenwalde (383) 5. Groß Luckow (233) 6. Jatznick (2039) 7. Klein Luckow (231) 8. Koblentz (257) 9. Krugsdorf (415) 10. Nieden (190) 11. Papendorf (275) 12. Polzow (256) 13. Rollwitz (655) 14. Schönwalde (520) 15. Viereck (1.443) 16. Zerrenthin (494) 17. Züsedom (288) |